# Stadion Slokas
Stadion Slokas – wielofunkcyjny stadion w Jūrmali na Łotwie. Obiekt może pomieścić 2500 widzów. Swoje spotkania rozgrywają na nim drużyny FC Jūrmala i FK Spartaks Jūrmala. Na stadionie znajduje się bieżnia lekkoatletyczna.